# مسجد التقوى (سيريبون)
مسجد التقوى تأسس المسجد في عام 1918 في قرية تدعى كيجاكسان في مدينة سيريبون، المسجد يتكون من جزأين، واحد اسمه محكمة تاجوج (مسجد التقوى في الوقت الحالي)، ويستخدم النصف الآخر كساحة .

## البناء
اسم مسجد التقوى في سيريبون كان الأصل في البناء كمحكمة، المبنى قديم جدا ويتكون من غرفة صغيرة جدا تواجه القبلة، ثم اقترح رئيس منسقية الشؤون الدينية في سيريبون فكرة تجديد المسجد بدلا من المسجد القديم عن طريق اتخاذ اسم مسجد في التقوى، لأنه كان هناك مسجد كبير يقع في كاسيبوهان في ولآن الجامع الكبير في سيريبون، وأخيرا في عام 1951 في تحقيق بناء مسجد المسجد ليصبح مسجد التقوى في عام 1963 .

## العمارة
النمط المعماري للمسجد الذي يميزه البناء الاستوائي مع تسلسل سقف مجهزة بأربعة ماذن صغيرة، يبلغ طول الماذنة 65 متر، مع وجود بوابة بعرض 3 أمتار قبل الدخول إلى المبنى الرئيسي، البوابة تأخذ لون الذهب، المسجد بني من الاسمنت والجرانيت الأصلي الذي استورد من البرازيل، ويسيطر على واجهة المبنى في إطار أبيض كع بوابة ذهبية، للمسجد ستة أعمدة ومصابيح وحديقة تزين مدخل البوابة، بني الطابق بأكمله وجدران المسجد باستخدام الجرانيت، وزينت الأعمدة مع حلي العمارة الإسلامية.